# Наваскуес
Наваскуес (ісп. Navascués) — муніципалітет в Іспанії, у складі автономної спільноти Наварра. Населення — 191 особа (2009).
Муніципалітет розташований на відстані близько 330 км на північний схід від Мадрида, 45 км на схід від Памплони.
На території муніципалітету розташовані такі населені пункти: (дані про населення за 2009 рік)
- Аспурс: 33 особи
- Наваскуес: 136 осіб
- Ракас-Альто: 0 осіб
- Устес: 22 особи

## Демографія
Динаміка населення (INE ):

## Галерея зображень

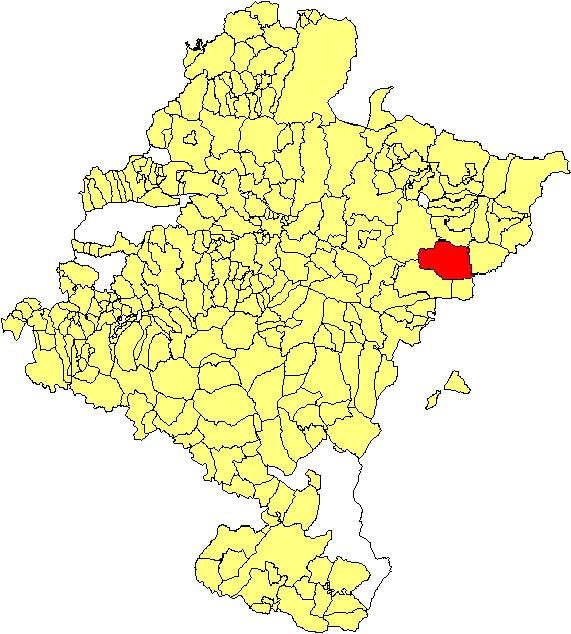
Розташування муніципалітету
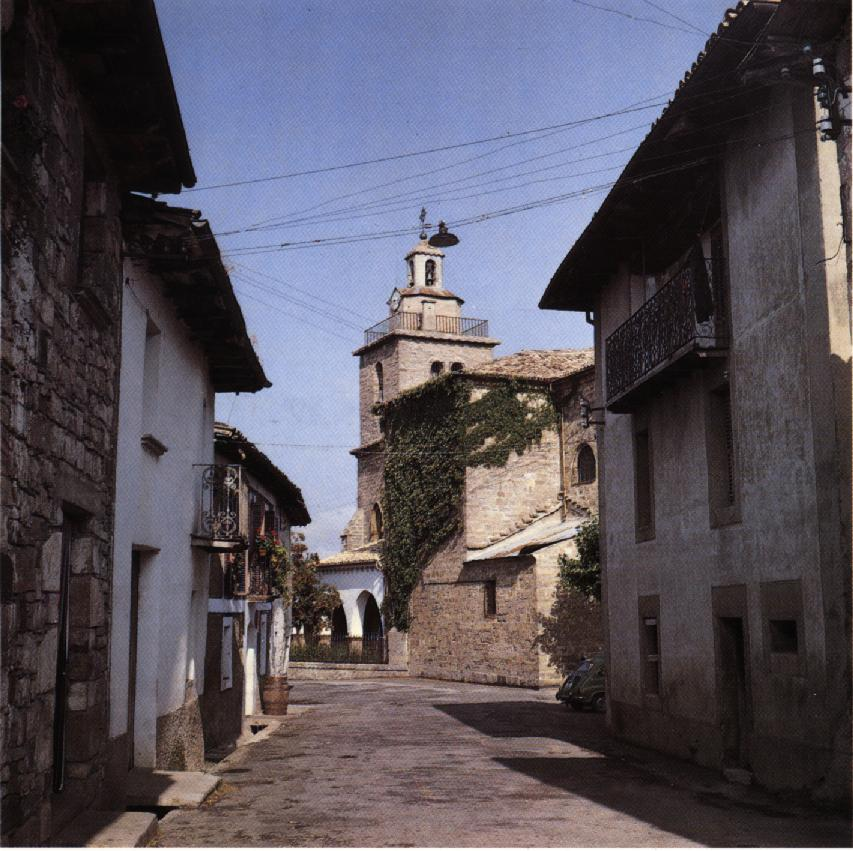
Наваскуес